# How High the Moon
How High the Moon est une chanson écrite par Morgan Lewis (musique) et Nancy Hamilton (paroles) en 1940. Art Tatum l'a enregistrée en solo le 29 septembre 1949 pour Capitol Records.

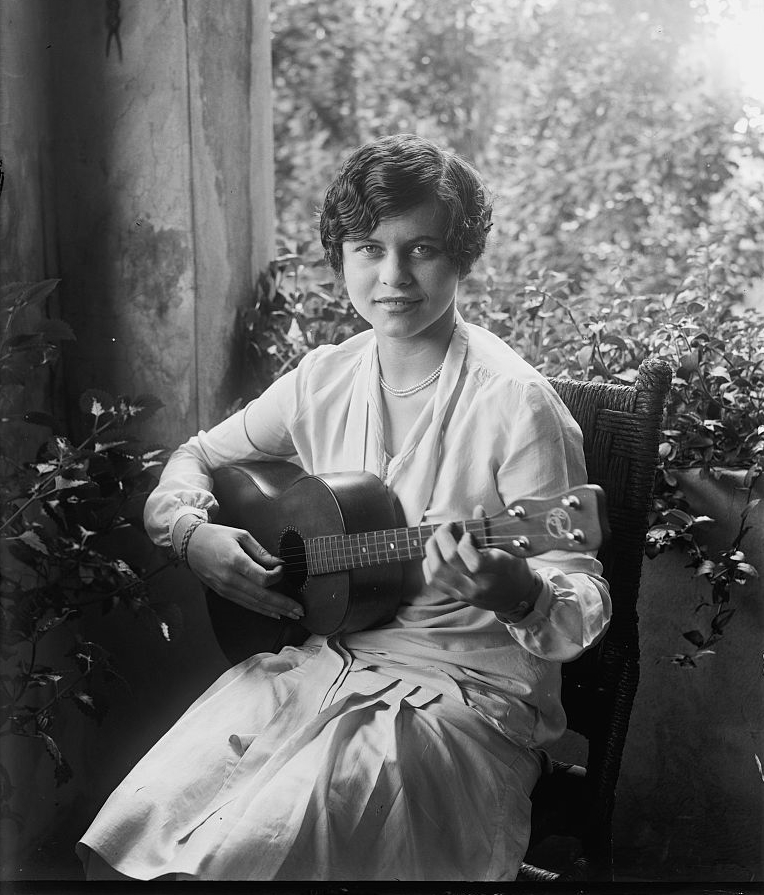
Nancy Hamilton, 9 septembre 1926.

La chanson a été interprétée par Les Paul et Mary Ford en 1951, par Art Pepper en 1952 (Complete Surf Club Sessions). Il est aussi chanté par Ella Fitzgerald, entre autres à son concert de Berlin en 1960.
La version de Les Paul et Mary Ford reçoit le Grammy Hall of Fame Award en 1979 puis est inscrite en 2002 au registre national des enregistrements (National Recording Registry) de la bibliothèque du Congrès à Washington,.
2002 est également l'année où la version d'Ella Fitzgerald reçoit à son tour le Grammy Hall of Fame Award.
Les morceaux "Ornithology" de Charlie Parker, "Satellite" de John Coltrane et "Solar" de Miles Davis s'inspirent des accords de "How High the Moon,".